# Asian mist
L'Asian mist est une prise de catch illégale qui consiste à cracher un liquide dans les yeux de son adversaire afin de l'aveugler.
D'abord nommée « dokugiri » (毒霧) au Japon où elle a été utilisée pour la première fois par The Great Kabuki, puis « Poison Fog » (littéralement le « Brouillard empoisonné ») dans les autres pays, elle devient « Asian mist » car utilisée essentiellement par les catcheurs d'origine asiatique.

## Technique
La substance crachée est de l'eau colorée ou bien un mélange de salive et de poudre pour boisson comme le Kool-Aid, par exemple. La substance est conservée dans une petite capsule en plastique cachée sur le catcheur.
Lorsque le catcheur désire lancer l'Asian mist, il place discrètement la capsule dans sa bouche, se frotte au niveau de la gorge pour faire semblant d'extraire la substance d'une glande secrète, perce la capsule et crache, sous forme de brouillard, le mélange à la face de son adversaire.
Certains catcheurs cachent la capsule directement dans la bouche dès le début du match, mais cela est déconseillé car il y a un danger d'étouffement.

## Apparition et popularisation aux États-Unis
The Great Muta, Killer Khan et Kendo Nagasaki l'introduisent dans le catch américain à la fin des années 1980.
Mais ce sont les catcheurs Yoshihiro Tajiri et Savio Vega, sous le pseudonyme de Kwang The Ninja, qui popularisent l'Asian Mist.
Exploitant le gimmick populaire du Ninja à l'occidentale des films d'art martiaux des années 1980 à 1990, Savio Vega est le premier catcheur non asiatique à utiliser cette attaque. À l'époque, Savio Vega participe à l'All Japan Pro Wrestling et au New Japan Pro Wrestling d'Antonio Inoki, les deux plus grandes associations de catch au Japon, ce qui peut expliquer sa connaissance et la pratique de cette attaque.

## Utilisation actuelle
Depuis les années 2000, nombre de catcheurs occidentaux, ayant ou non pratiqué en Asie, utilisent l'Asian mist, y voyant un moyen de tricher facilement sans se faire repérer par l'arbitre.
Les catcheurs Hornswoggle, Lord Tensai, John Hugger, sous le nom de RelliK, et les catcheuses MsChif et Roxxi Laveaux utilisent le plus commun des Asian mist de couleur verte, le Green mist.
Rosemary utilise un Asian mist de divers couleurs.
Asuka et Kairi Sane (Kabuki Warriors) l’utilisent depuis qu’elles ont effectué leur Heel Turn.

## Types
Il existe plusieurs types d'Asian mist, tous possèdent un effet différent. On les différencie grâce à leur couleur :
- vert : le plus utilisé, il s'agit de piquer les yeux et d'aveugler l'adversaire
- rouge : il s'agit de brûler les yeux plutôt que d'aveugler. Cet Asian mist est, en particulier, utilisé par Winter
- noir : sans doute le plus puissant des Asian mist, la personne qui le reçoit est sévèrement aveuglée durant une longue période
- bleu : endort l'adversaire
- jaune : paralyse l'adversaire
- violet : Cause momentanément distraction et perte de mémoire (une fois utilisé par Roxxi Laveaux).

Le Burning mist, un autre type d'asian mist, a été inventé par Robert Roode. Il consiste à cracher du feu sur le visage de l'adversaire pour le brûler. La Beer Money, Inc. le popularise.

## Culture Populaire
De nombreux personnages de jeux vidéo et de Manga utilisent cette attaque.
- Big Bear/Raiden utilise cette attaque, plus spécialement le Green mist, dans la saga Fatal Fury sous le nom de Poison Fog.
- Yoshimitsu, dans les sagas Tekken et SoulCalibur, se sert soit d'un Green mist soit d'un Purple mist.
- Armor King dans Tekken 5 est capable de cracher de l'Asian mist et des Burning mist.
- El Blaze, à partir de la dernière mise à jour Final Shodown de Virtua Fighter 5, utilise un Green mist nommé Poison mist dans la move list.